# Klášterec nad Ohří (nádraží)
Klášterec nad Ohří je železniční stanice ve východní části města Klášterec nad Ohří v okrese Chomutov v Ústeckém kraji v těsné blízkosti řeky Ohře. Leží na dvoukolejné elektrizované trati Chomutov–Cheb (25 kV, 50 Hz AC). Ve vzdálenosti asi 100 metrů se nachází též městské autobusové nádraží.

## Historie
Staniční budova byla otevřena v rámci budování trati z Prahy přes Kladno a Rakovník do Chebu v rámci projektu propojení kladenské a severočeské důlní oblasti, financovaného a provozovaného soukromou společností Buštěhradská dráha (BEB). 9. listopadu 1871 byl s místním nádražím uveden do provozu celý nový úsek trasy z Března přes Prunéřov do Ostrova nad Ohří. Vedle staniční budovy vyrostl též objekt nákladového nádraží.
Po zestátnění Buštěhradské dráhy k 1. lednu 1923 správu přebraly Československé státní dráhy. Elektrický provoz na trati procházející stanicí byl zahájen 28. května 2005.

## Modernizace
Nachází se zde čtyři jednostranná nástupiště, k příchodu k vlakům slouží přechody přes koleje. V roce 2010 byla dokončena rekonstrukce staniční budovy, opravě fasády a úpravě interiéru čekárny.